# Caledoniscincus austrocaledonicus
Caledoniscincus austrocaledonicus är en ödleart som beskrevs av  Bavay 1869. Caledoniscincus austrocaledonicus ingår i släktet Caledoniscincus och familjen skinkar. IUCN kategoriserar arten globalt som livskraftig. Inga underarter finns listade.